# 克賴斯科格爾山

47°05′13″N 14°33′04″E / 47.08708°N 14.55119°E

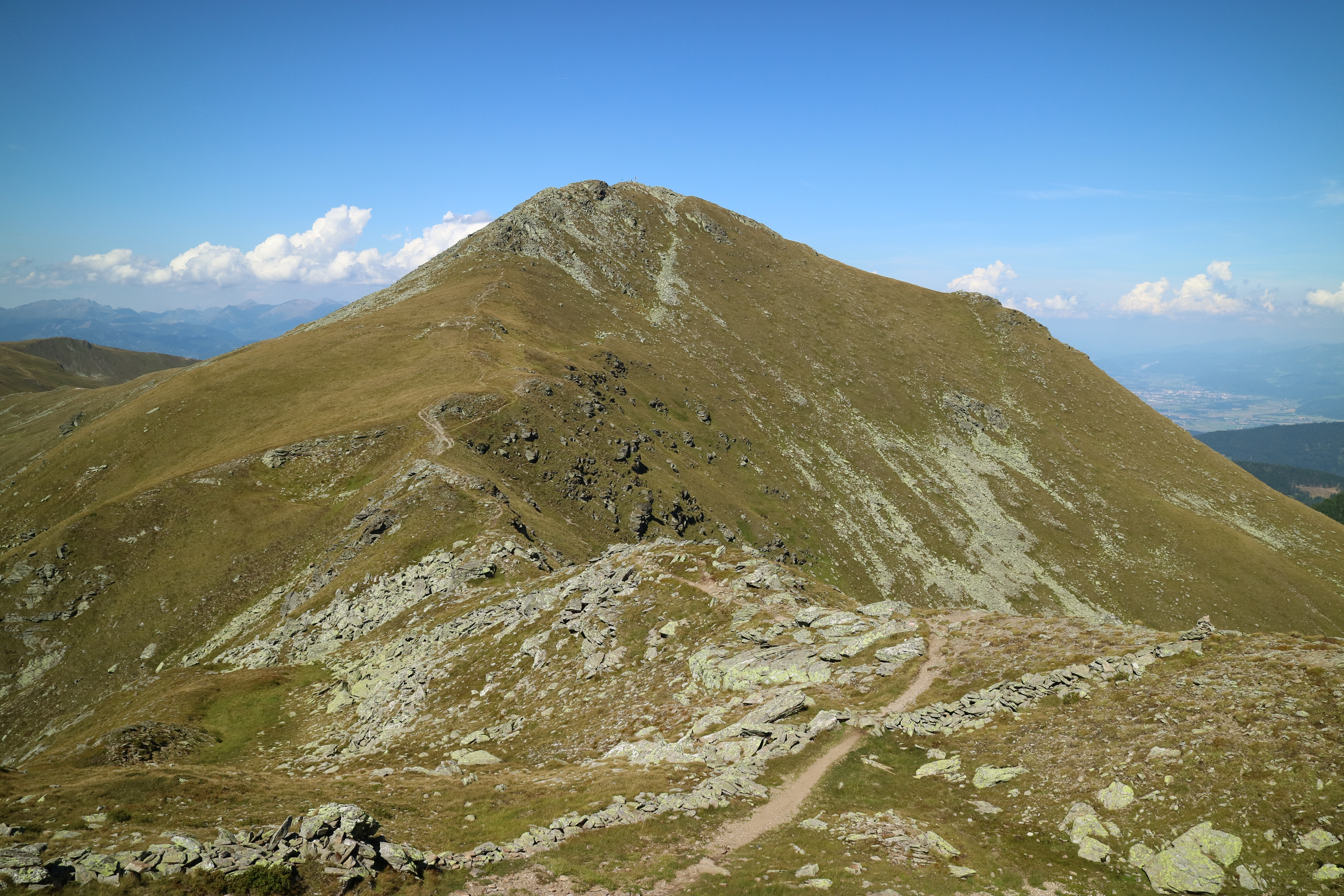

克賴斯科格爾山（德語：Kreiskogel），是奧地利的山峰，位於該國東南部，由施泰爾馬克州負責管轄，屬於塞塔爾山的一部分，海拔高度2,306米，每年平均降雨量1,632毫米。